# Fred Wilson dos Santos
Fred Wilson dos Santos (2. rujna 1996.) je zelenortski rukometaš. Nastupa za klub Atlético do Mindelo i zelenortsku reprezentaciju.
Natjecao se na Svjetskom prvenstvu u Egiptu 2021., gdje je reprezentacija Zelenortske Republike završila na posljednjem, 32. mjestu.